# Lijst van interlands Tsjecho-Slowaaks voetbalelftal 1980-1989
Deze pagina toont een chronologisch en gedetailleerd overzicht van de interlands die het Tsjecho-Slowaaks voetbalelftal heeft gespeeld in de periode 1980 – 1989.

## Interlands

### 1980
|                                                                          |           |                                                                          |                   |                                                                                    |
| 27 januari Vriendschappelijk № 378 «onderlinge duels» 18:00 uur (UTC+11) | Australië | 0 – 4                                                                    | Tsjecho-Slowakije | Bruce Stadium, Canberra Toeschouwers: 15.283 Scheidsrechter: Chris Bambridge (AUS) |
| 27 januari Vriendschappelijk № 378 «onderlinge duels» 18:00 uur (UTC+11) |           | 15' Ladislav Jurkemik 44' Ladislav Vízek 84' Zdeněk Nehoda 90' Ján Kozák |                   | Bruce Stadium, Canberra Toeschouwers: 15.283 Scheidsrechter: Chris Bambridge (AUS) |

|                                                                         |           |                                                                                        |                   |                                                                                       |
| 3 februari Vriendschappelijk № 379 «onderlinge duels» 17:00 uur (UTC+5) | Australië | 0 – 5                                                                                  | Tsjecho-Slowakije | Sydney Sports Ground, Sydney Toeschouwers: 14.368 Scheidsrechter: Tony Bosković (AUS) |
| 3 februari Vriendschappelijk № 379 «onderlinge duels» 17:00 uur (UTC+5) |           | 46' Marián Masný 54' Miroslav Gajdůšek 59' Marián Masný 84' Karel Kroupa 88' Ján Kozák |                   | Sydney Sports Ground, Sydney Toeschouwers: 14.368 Scheidsrechter: Tony Bosković (AUS) |

|                                                                          |                                          |       |                                           |                                                                                  |
| 9 februari Vriendschappelijk № 380 «onderlinge duels» 20:30 uur (UTC+11) | Australië                                | 2 – 2 | Tsjecho-Slowakije                         | Olympic Park, Melbourne Toeschouwers: 12.000 Scheidsrechter: Barry Harwood (AUS) |
| 9 februari Vriendschappelijk № 380 «onderlinge duels» 20:30 uur (UTC+11) | Ivo Prskalo 6' (pen.) Eddie Krncevic 55' |       | 12' (pen.) Karol Dobiaš 23' Zdeněk Nehoda | Olympic Park, Melbourne Toeschouwers: 12.000 Scheidsrechter: Barry Harwood (AUS) |

|                                                                       |                                                |       |                   |                                                                                 |
| 26 maart Vriendschappelijk № 381 «onderlinge duels» 20:15 uur (UTC+1) | Zwitserland                                    | 2 – 0 | Tsjecho-Slowakije | St. Jakob-Park, Bazel Toeschouwers: 8.017 Scheidsrechter: Horst Brummeier (AUT) |
| 26 maart Vriendschappelijk № 381 «onderlinge duels» 20:15 uur (UTC+1) | Claudio Sulser 39' (pen.) Umberto Barberis 61' |       |                   | St. Jakob-Park, Bazel Toeschouwers: 8.017 Scheidsrechter: Horst Brummeier (AUT) |

|                                                                       |                       |       |                                     |                                                                            |
| 16 april Vriendschappelijk № 382 «onderlinge duels» 20:30 uur (UTC+2) | Spanje                | 2 – 2 | Tsjecho-Slowakije                   | El Molinón, Gijón Toeschouwers: 25.000 Scheidsrechter: Heinz Fahnler (AUT) |
| 16 april Vriendschappelijk № 382 «onderlinge duels» 20:30 uur (UTC+2) | Migueli 48' Quini 68' |       | 33' Zdeněk Nehoda 53' Zdeněk Nehoda | El Molinón, Gijón Toeschouwers: 25.000 Scheidsrechter: Heinz Fahnler (AUT) |

|                                                                       |                   |       |           |                                                                                     |
| 30 april Vriendschappelijk № 383 «onderlinge duels» 16:30 uur (UTC+2) | Tsjecho-Slowakije | 1 – 0 | Hongarije | Všešportový areál, Košice Toeschouwers: 30.000 Scheidsrechter: Jerzy Kacprzak (POL) |
| 30 april Vriendschappelijk № 383 «onderlinge duels» 16:30 uur (UTC+2) | Zdeněk Nehoda 73' |       |           | Všešportový areál, Košice Toeschouwers: 30.000 Scheidsrechter: Jerzy Kacprzak (POL) |

|                                                                     |                                       |       |                    |                                                                                       |
| 18 mei Vriendschappelijk № 384 «onderlinge duels» 17:00 uur (UTC+2) | Tsjecho-Slowakije                     | 2 – 1 | Roemenië           | Za Lužánkamistadion, Brno Toeschouwers: 8.000 Scheidsrechter: Widukind Herrmann (DDR) |
| 18 mei Vriendschappelijk № 384 «onderlinge duels» 17:00 uur (UTC+2) | Ladislav Vízek 31' Ladislav Vízek 60' |       | 51' Adrian Ionescu | Za Lužánkamistadion, Brno Toeschouwers: 8.000 Scheidsrechter: Widukind Herrmann (DDR) |

| Europees kampioenschap voetbal 1980 |
| ----------------------------------- |

|                                                                    |                   |                           |                |                                                                                       |
| 11 juni EK 1980 Groep A № 385 «onderlinge duels» 17:45 uur (UTC+2) | Tsjecho-Slowakije | 0 – 1                     | West-Duitsland | Olympisch Stadion, Rome Toeschouwers: 11.059 Scheidsrechter: Alberto Michelotti (ITA) |
| 11 juni EK 1980 Groep A № 385 «onderlinge duels» 17:45 uur (UTC+2) |                   | 55' Karl-Heinz Rummenigge |                | Olympisch Stadion, Rome Toeschouwers: 11.059 Scheidsrechter: Alberto Michelotti (ITA) |

|                                                                    |                                                         |       |                        |                                                                                 |
| 14 juni EK 1980 Groep A № 386 «onderlinge duels» 20:30 uur (UTC+2) | Tsjecho-Slowakije                                       | 3 – 1 | Griekenland            | Olympisch Stadion, Rome Toeschouwers: 4.726 Scheidsrechter: Pat Partridge (ENG) |
| 14 juni EK 1980 Groep A № 386 «onderlinge duels» 20:30 uur (UTC+2) | Antonín Panenka 6' Ladislav Vízek 26' Zdeněk Nehoda 62' |       | 15' Nikos Anastopoulos | Olympisch Stadion, Rome Toeschouwers: 4.726 Scheidsrechter: Pat Partridge (ENG) |

|                                                                    |               |       |                   |                                                                      |
| 17 juni EK 1980 Groep A № 387 «onderlinge duels» 17:45 uur (UTC+2) | Nederland     | 1 – 1 | Tsjecho-Slowakije | San Siro, Milaan Toeschouwers: 11.889 Scheidsrechter: Hilmi Ok (TUR) |
| 17 juni EK 1980 Groep A № 387 «onderlinge duels» 17:45 uur (UTC+2) | Kees Kist 59' |       | 16' Zdeněk Nehoda | San Siro, Milaan Toeschouwers: 11.889 Scheidsrechter: Hilmi Ok (TUR) |

|                                                                         |                                                                 |       |                                                                            |                                                                                    |
| 21 juni EK 1980 Troostfinale № 388 «onderlinge duels» 20:30 uur (UTC+2) | Italië                                                          | 1 – 1 | Tsjecho-Slowakije                                                          | Stadio San Paolo, Napels Toeschouwers: 24.652 Scheidsrechter: Erich Linemayr (AUT) |
| 21 juni EK 1980 Troostfinale № 388 «onderlinge duels» 20:30 uur (UTC+2) | Francesco Graziani 72'                                          |       | 53' Ladislav Jurkemik                                                      | Stadio San Paolo, Napels Toeschouwers: 24.652 Scheidsrechter: Erich Linemayr (AUT) |
| 21 juni EK 1980 Troostfinale № 388 «onderlinge duels» 20:30 uur (UTC+2) | Strafschoppen                                                   |       |                                                                            | Stadio San Paolo, Napels Toeschouwers: 24.652 Scheidsrechter: Erich Linemayr (AUT) |
| 21 juni EK 1980 Troostfinale № 388 «onderlinge duels» 20:30 uur (UTC+2) | Masný Nehoda Ondruš Jurkemik Panenka Gögh Gajdůšek Kozák Barmoš | 9–8   | Causio Altobelli Baresi Cabrini Benetti Graziani Scirea Tardelli Collovati | Stadio San Paolo, Napels Toeschouwers: 24.652 Scheidsrechter: Erich Linemayr (AUT) |

|  |  |  |  |  |  |  |  |  |

|                                                                           |                   |       |                                 |                                                                                     |
| 24 september Vriendschappelijk № 389 «onderlinge duels» 17:00 uur (UTC+2) | Polen             | 1 – 1 | Tsjecho-Slowakije               | Śląskistadion, Chorzów Toeschouwers: 45.000 Scheidsrechter: Eduard Shklovskiy (URS) |
| 24 september Vriendschappelijk № 389 «onderlinge duels» 17:00 uur (UTC+2) | Zdeněk Nehoda 31' |       | 40' (pen.) Włodzimierz Lubański | Śląskistadion, Chorzów Toeschouwers: 45.000 Scheidsrechter: Eduard Shklovskiy (URS) |

|                                                                    |                   |                     |     |                                                                                       |
| 8 oktober Vriendschappelijk № 390 «onderlinge duels» 19:00 (UTC+1) | Tsjecho-Slowakije | 0 – 1               | DDR | Stadion Evžena Rošického, Praag Toeschouwers: 8.000 Scheidsrechter: Josef Bucek (AUT) |
| 8 oktober Vriendschappelijk № 390 «onderlinge duels» 19:00 (UTC+1) |                   | 17' Joachim Streich |     | Stadion Evžena Rošického, Praag Toeschouwers: 8.000 Scheidsrechter: Josef Bucek (AUT) |

|                                                       |                          |       |                   |                                                                                             |
| 15 oktober Vriendschappelijk № 391 «onderlinge duels» | Argentinië               | 1 – 0 | Tsjecho-Slowakije | Estadio Monumental, Buenos Aires Toeschouwers: 80.000 Scheidsrechter: Juan Cardellino (URU) |
| 15 oktober Vriendschappelijk № 391 «onderlinge duels» | Roberto Osvaldo Diaz 17' |       |                   | Estadio Monumental, Buenos Aires Toeschouwers: 80.000 Scheidsrechter: Juan Cardellino (URU) |

|                                                                           |                |       |                   |                                                                                   |
| 19 november WK 1982 kwalificatie № 392 «onderlinge duels» 19:30 uur (UTC) | Wales          | 1 – 0 | Tsjecho-Slowakije | Ninian Park, Cardiff Toeschouwers: 20.175 Scheidsrechter: Walter Eschweiler (FRG) |
| 19 november WK 1982 kwalificatie № 392 «onderlinge duels» 19:30 uur (UTC) | David Giles 9' |       |                   | Ninian Park, Cardiff Toeschouwers: 20.175 Scheidsrechter: Walter Eschweiler (FRG) |

|                                                                            |                                     |       |         |                                                                                            |
| 3 december WK 1982 kwalificatie № 393 «onderlinge duels» 17:00 uur (UTC+1) | Tsjecho-Slowakije                   | 2 – 0 | Turkije | Stadion Evžena Rošického, Praag Toeschouwers: 8.500 Scheidsrechter: Erik Fredriksson (SWE) |
| 3 december WK 1982 kwalificatie № 393 «onderlinge duels» 17:00 uur (UTC+1) | Zdeněk Nehoda 13' Zdeněk Nehoda 15' |       |         | Stadion Evžena Rošického, Praag Toeschouwers: 8.500 Scheidsrechter: Erik Fredriksson (SWE) |

### 1981
|                                                                       |                   |                          |             |                                                                                  |
| 24 maart Vriendschappelijk № 394 «onderlinge duels» 16:30 uur (UTC+1) | Tsjecho-Slowakije | 0 – 1                    | Zwitserland | Tehelné pole, Bratislava Toeschouwers: 16.439 Scheidsrechter: László Kőrös (HUN) |
| 24 maart Vriendschappelijk № 394 «onderlinge duels» 16:30 uur (UTC+1) |                   | 66' (pen.) René Botteron |             | Tehelné pole, Bratislava Toeschouwers: 16.439 Scheidsrechter: László Kőrös (HUN) |

|                                                                          |         |                                                   |                   |                                                                                          |
| 15 april WK 1982 kwalificatie № 395 «onderlinge duels» 15:30 uur (UTC+4) | Turkije | 0 – 3                                             | Tsjecho-Slowakije | Ali Sami Yenstadion, Istanbul Toeschouwers: 35.000 Scheidsrechter: Roger Schoeters (BEL) |
| 15 april WK 1982 kwalificatie № 395 «onderlinge duels» 15:30 uur (UTC+4) |         | 58' Petr Janečka 70' Ján Kozák 80' Ladislav Vízek |                   | Ali Sami Yenstadion, Istanbul Toeschouwers: 35.000 Scheidsrechter: Roger Schoeters (BEL) |

|                                                                       |                                                     |       |                   |                                                                           |
| 29 april Vriendschappelijk № 396 «onderlinge duels» 19:00 uur (UTC+1) | Ierland                                             | 3 – 1 | Tsjecho-Slowakije | Lansdowne Road, Dublin Toeschouwers: 8.000 Scheidsrechter: Alf Grey (ENG) |
| 29 april Vriendschappelijk № 396 «onderlinge duels» 19:00 uur (UTC+1) | Kevin Moran 19' Kevin Moran 72' Frank Stapleton 78' |       | 54' Marián Masný  | Lansdowne Road, Dublin Toeschouwers: 8.000 Scheidsrechter: Alf Grey (ENG) |

|                                                                    | |       |                  |                                                                                    |
| 27 mei WK 1982 kwalificatie № 397 «onderlinge duels» 17:00 (UTC+2) | Tsjecho-Slowakije | 6 – 1 | IJsland          | Tehelné pole, Bratislava Toeschouwers: 21.756 Scheidsrechter: Nikos Zlatanos (GRE) |
| 27 mei WK 1982 kwalificatie № 397 «onderlinge duels» 17:00 (UTC+2) | Ladislav Vízek 35' Antonín Panenka 44' (pen.) Zdeněk Nehoda 72' Atli Eðvaldsson 78' (e.d.) Ján Kozák 79' Petr Janečka 87' |       | 53' Magnús Bergs | Tehelné pole, Bratislava Toeschouwers: 21.756 Scheidsrechter: Nikos Zlatanos (GRE) |

| |                                                                 |       |        |                                                                                          |
| 12 augustus Vriendschappelijk 80-jarig jubileumwedstrijd Tsjechoslowaakse voetbalbond № 398 20:00 uur (UTC+2) | Tsjecho-Slowakije                                               | 4 – 0 | Europa | Stadion Evžena Rošického, Praag Toeschouwers: 35.000 Scheidsrechter: Gerard Geurds (NED) |
| 12 augustus Vriendschappelijk 80-jarig jubileumwedstrijd Tsjechoslowaakse voetbalbond № 398 20:00 uur (UTC+2) | Ján Kozák 34' Zdeněk Nehoda 69' Zdeněk Nehoda 73' Ján Kozák 80' |       |        | Stadion Evžena Rošického, Praag Toeschouwers: 35.000 Scheidsrechter: Gerard Geurds (NED) |

|                                                                             |                                             |       |       |                                                                                         |
| 9 september WK 1982 kwalificatie № 399 «onderlinge duels» 20:00 uur (UTC+2) | Tsjecho-Slowakije                           | 2 – 0 | Wales | Stadion Evžena Rošického, Praag Toeschouwers: 38.000 Scheidsrechter: Franz Wöhrer (AUT) |
| 9 september WK 1982 kwalificatie № 399 «onderlinge duels» 20:00 uur (UTC+2) | Byron Stevenson 26' (e.d.) Verner Lička 68' |       |       | Stadion Evžena Rošického, Praag Toeschouwers: 38.000 Scheidsrechter: Franz Wöhrer (AUT) |

|                                                                        |                  |       |                   |                                                                                  |
| 23 september WK 1982 kwalificatie № 400 «onderlinge duels» 17:30 (UTC) | IJsland          | 1 – 1 | Tsjecho-Slowakije | Laugardalsvöllur, Reykjavik Toeschouwers: 7.343 Scheidsrechter: Kenny Hope (SCO) |
| 23 september WK 1982 kwalificatie № 400 «onderlinge duels» 17:30 (UTC) | Pétur Ormslev 6' |       | 78' Ján Kozák     | Laugardalsvöllur, Reykjavik Toeschouwers: 7.343 Scheidsrechter: Kenny Hope (SCO) |

|                                                                            |                                           |       |                   |                                                                                  |
| 28 oktober WK 1982 kwalificatie № 401 «onderlinge duels» 19:00 uur (UTC+4) | Sovjet-Unie                               | 2 – 0 | Tsjecho-Slowakije | Dinamostadion, Tbilisi Toeschouwers: 75.000 Scheidsrechter: Michel Vautrot (FRA) |
| 28 oktober WK 1982 kwalificatie № 401 «onderlinge duels» 19:00 uur (UTC+4) | Ramaz Shengeliya 28' Ramaz Shengeliya 46' |       |                   | Dinamostadion, Tbilisi Toeschouwers: 75.000 Scheidsrechter: Michel Vautrot (FRA) |

|                                                        |                     |       |                   |                                                                                           |
| 11 november Vriendschappelijk № 402 «onderlinge duels» | Argentinië          | 1 – 1 | Tsjecho-Slowakije | Estadio Monumental, Buenos Aires Toeschouwers: 50.000 Scheidsrechter: Juan Silvagno (CHI) |
| 11 november Vriendschappelijk № 402 «onderlinge duels» | Américo Gallego 71' |       | 14' Zdeněk Válek  | Estadio Monumental, Buenos Aires Toeschouwers: 50.000 Scheidsrechter: Juan Silvagno (CHI) |

|                                                                             |                       |       |                  |                                                                                 |
| 29 november WK 1982 kwalificatie № 403 «onderlinge duels» 16:00 uur (UTC+1) | Tsjecho-Slowakije     | 1 – 1 | Sovjet-Unie      | Tehelné pole, Bratislava Toeschouwers: 47.050 Scheidsrechter: Clive White (ENG) |
| 29 november WK 1982 kwalificatie № 403 «onderlinge duels» 16:00 uur (UTC+1) | Rostislav Vojáček 34' |       | 14' Oleh Blochin | Tehelné pole, Bratislava Toeschouwers: 47.050 Scheidsrechter: Clive White (ENG) |

### 1982
|                                                                      |          |       |                   |                                                                                           |
| 3 maart Vriendschappelijk № 404 «onderlinge duels» 21:15 uur (UTC−3) | Brazilië | 1 – 1 | Tsjecho-Slowakije | Estádio do Morumbi, São Paulo Toeschouwers: 107.060 Scheidsrechter: Juan Cardellino (URU) |
| 3 maart Vriendschappelijk № 404 «onderlinge duels» 21:15 uur (UTC−3) | Zico 50' |       | 90' Petr Janečka  | Estádio do Morumbi, São Paulo Toeschouwers: 107.060 Scheidsrechter: Juan Cardellino (URU) |

|                                                    |            |       |                   | |
| 9 maart Vriendschappelijk № 405 «onderlinge duels» | Argentinië | 0 – 0 | Tsjecho-Slowakije | Estadio José María Minella, Mar del Plata Toeschouwers: 35.000 Scheidsrechter: Juan Carlos Loustau (ARG) |
| 9 maart Vriendschappelijk № 405 «onderlinge duels» |            |       |                   | Estadio José María Minella, Mar del Plata Toeschouwers: 35.000 Scheidsrechter: Juan Carlos Loustau (ARG) |

|                                                                       |                                     |       |                 |                                                                                          |
| 24 maart Vriendschappelijk № 406 «onderlinge duels» 17:30 uur (UTC+1) | Tsjecho-Slowakije                   | 2 – 1 | Griekenland     | Stadion Evžena Rošického, Praag Toeschouwers: 10.000 Scheidsrechter: Heinz Fahnler (AUT) |
| 24 maart Vriendschappelijk № 406 «onderlinge duels» 17:30 uur (UTC+1) | Libor Radimec 50' Karel Jarolím 86' |       | 42' Dinos Kouis | Stadion Evžena Rošického, Praag Toeschouwers: 10.000 Scheidsrechter: Heinz Fahnler (AUT) |

|                                                                       |                                                |       |                      |                                                                                       |
| 14 april Vriendschappelijk № 407 «onderlinge duels» 20:15 uur (UTC+2) | West-Duitsland                                 | 2 – 1 | Tsjecho-Slowakije    | Müngersdorfer Stadion, Keulen Toeschouwers: 57.000 Scheidsrechter: Joël Quiniou (FRA) |
| 14 april Vriendschappelijk № 407 «onderlinge duels» 20:15 uur (UTC+2) | Pierre Littbarski 22' Paul Breitner 88' (pen.) |       | 69' Přemysl Bičovský | Müngersdorfer Stadion, Keulen Toeschouwers: 57.000 Scheidsrechter: Joël Quiniou (FRA) |

|                                                                       |                                           |       |                       |                                                                             |
| 28 april Vriendschappelijk № 408 «onderlinge duels» 19:00 uur (UTC+2) | Oostenrijk                                | 2 – 1 | Tsjecho-Slowakije     | Praterstadion, Wenen Toeschouwers: 26.000 Scheidsrechter: Miklós Nagy (HUN) |
| 28 april Vriendschappelijk № 408 «onderlinge duels» 19:00 uur (UTC+2) | Walter Schachner 30' Walter Schachner 43' |       | 90' František Jakubec | Praterstadion, Wenen Toeschouwers: 26.000 Scheidsrechter: Miklós Nagy (HUN) |

| Wereldkampioenschap voetbal 1982 |
| -------------------------------- |

|                                                                    |                            |       |                      |                                                                                              |
| 17 juni WK 1982 Groep D № 409 «onderlinge duels» 17:15 uur (UTC+2) | Tsjecho-Slowakije          | 1 – 1 | Koeweit              | Estadio José Zorrilla, Valladolid Toeschouwers: 25.000 Scheidsrechter: Benjamin Dwomoh (GHA) |
| 17 juni WK 1982 Groep D № 409 «onderlinge duels» 17:15 uur (UTC+2) | Antonín Panenka 21' (pen.) |       | 57' Faisal Al-Dakhil | Estadio José Zorrilla, Valladolid Toeschouwers: 25.000 Scheidsrechter: Benjamin Dwomoh (GHA) |

|                                                                    |                                            |       |                   |                                                                                     |
| 20 juni WK 1982 Groep D № 410 «onderlinge duels» 17:15 uur (UTC+2) | Engeland                                   | 2 – 0 | Tsjecho-Slowakije | Estadio San Mamés, Bilbao Toeschouwers: 41.123 Scheidsrechter: Charles Corver (NED) |
| 20 juni WK 1982 Groep D № 410 «onderlinge duels» 17:15 uur (UTC+2) | Trevor Francis 62' Jozef Barmoš 66' (e.d.) |       |                   | Estadio San Mamés, Bilbao Toeschouwers: 41.123 Scheidsrechter: Charles Corver (NED) |

|                                                                    |                |       |                            |                                                                                            |
| 24 juni WK 1982 Groep D № 411 «onderlinge duels» 17:15 uur (UTC+2) | Frankrijk      | 1 – 1 | Tsjecho-Slowakije          | Estadio José Zorrilla, Valladolid Toeschouwers: 28.000 Scheidsrechter: Paolo Casarin (ITA) |
| 24 juni WK 1982 Groep D № 411 «onderlinge duels» 17:15 uur (UTC+2) | Didier Six 66' |       | 84' (pen.) Antonín Panenka | Estadio José Zorrilla, Valladolid Toeschouwers: 28.000 Scheidsrechter: Paolo Casarin (ITA) |

|  |  |  |  |  |  |  |  |  |

|                                                                           |                                   |       |                                    |                                                                                   |
| 6 oktober EK 1984 kwalificatie № 412 «onderlinge duels» 17:00 uur (UTC+1) | Tsjecho-Slowakije                 | 2 – 2 | Zweden                             | Tehelné pole, Bratislava Toeschouwers: 14.977 Scheidsrechter: Bob Valentine (SCO) |
| 6 oktober EK 1984 kwalificatie № 412 «onderlinge duels» 17:00 uur (UTC+1) | Petr Janečka 47' Petr Janečka 53' |       | 89' Mats Jingblad 90' Ulf Eriksson | Tehelné pole, Bratislava Toeschouwers: 14.977 Scheidsrechter: Bob Valentine (SCO) |

|                                                                         |                     |       |                                                   |                                                                                  |
| 27 oktober Vriendschappelijk № 413 «onderlinge duels» 19:00 uur (UTC+1) | Denemarken          | 1 – 3 | Tsjecho-Slowakije                                 | Idrætsparken, Kopenhagen Toeschouwers: 9.880 Scheidsrechter: Egbert Mulder (NED) |
| 27 oktober Vriendschappelijk № 413 «onderlinge duels» 19:00 uur (UTC+1) | Michael Laudrup 20' |       | 5' Milan Čermák 15' Jan Fiala 44' Pavel Chaloupka | Idrætsparken, Kopenhagen Toeschouwers: 9.880 Scheidsrechter: Egbert Mulder (NED) |

|                                                                             |                                               |       |                                    |                                                                            |
| 13 november EK 1984 kwalificatie № 414 «onderlinge duels» 14:30 uur (UTC+1) | Italië                                        | 2 – 2 | Tsjecho-Slowakije                  | San Siro, Milaan Toeschouwers: 72.386 Scheidsrechter: Charles Corver (NED) |
| 13 november EK 1984 kwalificatie № 414 «onderlinge duels» 14:30 uur (UTC+1) | Alessandro Altobelli 13' Ján Kapko 65' (e.d.) |       | 26' Jiří Sloup 71' Pavel Chaloupka | San Siro, Milaan Toeschouwers: 72.386 Scheidsrechter: Charles Corver (NED) |

### 1983
|                                                                          |                       |       |                      |                                                                                   |
| 27 maart EK 1984 kwalificatie № 415 «onderlinge duels» 16:45 uur (UTC+3) | Cyprus                | 1 – 1 | Tsjecho-Slowakije    | Makariostadion, Nicosia Toeschouwers: 6.951 Scheidsrechter: Stjepan Glavina (YUG) |
| 27 maart EK 1984 kwalificatie № 415 «onderlinge duels» 16:45 uur (UTC+3) | Fanis Theophanous 21' |       | 60' Přemysl Bičovský | Makariostadion, Nicosia Toeschouwers: 6.951 Scheidsrechter: Stjepan Glavina (YUG) |

|                                                                          | |       |        |                                                                                          |
| 16 april EK 1984 kwalificatie № 416 «onderlinge duels» 14:00 uur (UTC+2) | Tsjecho-Slowakije | 6 – 0 | Cyprus | Stadion Evžena Rošického, Praag Toeschouwers: 8.180 Scheidsrechter: Norbert Rolles (LUX) |
| 16 april EK 1984 kwalificatie № 416 «onderlinge duels» 14:00 uur (UTC+2) | Václav Daněk 3' Václav Daněk 29' Zdeněk Prokeš 48' Václav Daněk 48' Ladislav Jurkemik 56' Kostas Miamiliotis 69' (e.d.) |       |        | Stadion Evžena Rošického, Praag Toeschouwers: 8.180 Scheidsrechter: Norbert Rolles (LUX) |

|                                                                        |          |                           |                   |                                                                                         |
| 15 mei EK 1984 kwalificatie № 417 «onderlinge duels» 20:30 uur (UTC+3) | Roemenië | 0 – 1                     | Tsjecho-Slowakije | Stadionul 23 August, Boekarest Toeschouwers: 30.108 Scheidsrechter: Alexis Ponnet (BEL) |
| 15 mei EK 1984 kwalificatie № 417 «onderlinge duels» 20:30 uur (UTC+3) |          | 40' (pen.) Ladislav Vízek |                   | Stadionul 23 August, Boekarest Toeschouwers: 30.108 Scheidsrechter: Alexis Ponnet (BEL) |

|                                                                          |             |       |                   |                                                                                             |
| 7 september Vriendschappelijk № 418 «onderlinge duels» 20:15 uur (UTC+2) | Zwitserland | 0 – 0 | Tsjecho-Slowakije | Stade de la Maladière, Neuchâtel Toeschouwers: 8.200 Scheidsrechter: Aron Schmidhuber (FRG) |
| 7 september Vriendschappelijk № 418 «onderlinge duels» 20:15 uur (UTC+2) |             |       |                   | Stade de la Maladière, Neuchâtel Toeschouwers: 8.200 Scheidsrechter: Aron Schmidhuber (FRG) |

|                                                                              |                      |       |                   |                                                                                 |
| 21 september EK 1984 kwalificatie № 419 «onderlinge duels» 19:00 uur (UTC+2) | Zweden               | 1 – 0 | Tsjecho-Slowakije | Råsundastadion, Solna Toeschouwers: 20.546 Scheidsrechter: Michel Vautrot (FRA) |
| 21 september EK 1984 kwalificatie № 419 «onderlinge duels» 19:00 uur (UTC+2) | Dan Corneliusson 13' |       |                   | Råsundastadion, Solna Toeschouwers: 20.546 Scheidsrechter: Michel Vautrot (FRA) |

|                                                                         |                                |       |                                            |                                                                                         |
| 26 oktober Vriendschappelijk № 420 «onderlinge duels» 17:00 uur (UTC+1) | Tsjecho-Slowakije              | 1 – 2 | Bulgarije                                  | Stadion Evžena Rošického, Praag Toeschouwers: 3.000 Scheidsrechter: Adolf Mathias (AUT) |
| 26 oktober Vriendschappelijk № 420 «onderlinge duels» 17:00 uur (UTC+1) | František Štambachr 74' (pen.) |       | 26' Stoycho Mladenov 86' Bozhidar Iskrenov | Stadion Evžena Rošického, Praag Toeschouwers: 3.000 Scheidsrechter: Adolf Mathias (AUT) |

|                                                                             |                                    |       |        |                                                                                            |
| 16 november EK 1984 kwalificatie № 421 «onderlinge duels» 17:00 uur (UTC+1) | Tsjecho-Slowakije                  | 2 – 0 | Italië | Stadion Evžena Rošického, Praag Toeschouwers: 34.332 Scheidsrechter: George Courtney (ENG) |
| 16 november EK 1984 kwalificatie № 421 «onderlinge duels» 17:00 uur (UTC+1) | Petr Rada 64' Petr Rada 77' (pen.) |       |        | Stadion Evžena Rošického, Praag Toeschouwers: 34.332 Scheidsrechter: George Courtney (ENG) |

|                                                                             |                   |       |                 |                                                                                    |
| 30 november EK 1984 kwalificatie № 422 «onderlinge duels» 17:00 uur (UTC+1) | Tsjecho-Slowakije | 1 – 1 | Roemenië        | Tehelné pole, Bratislava Toeschouwers: 45.554 Scheidsrechter: Károly Palotai (HUN) |
| 30 november EK 1984 kwalificatie № 422 «onderlinge duels» 17:00 uur (UTC+1) | Milan Luhový 85'  |       | 62' Ion Geolgău | Tehelné pole, Bratislava Toeschouwers: 45.554 Scheidsrechter: Károly Palotai (HUN) |

### 1984
|                                                                   |                                 |       |                     |                                                                                        |
| 28 maart Vriendschappelijk № 423 «onderlinge duels» 17:00 (UTC+2) | DDR                             | 2 – 1 | Tsjecho-Slowakije   | Georgi Dimitroffstadion, Erfurt Toeschouwers: 7.000 Scheidsrechter: Bela Divinyi (HUN) |
| 28 maart Vriendschappelijk № 423 «onderlinge duels» 17:00 (UTC+2) | Ralf Minge 29' Rainer Ernst 42' |       | 35' Stanislav Griga | Georgi Dimitroffstadion, Erfurt Toeschouwers: 7.000 Scheidsrechter: Bela Divinyi (HUN) |

|                                                                      |                     |       |                     |                                                                                               |
| 7 april Vriendschappelijk № 424 «onderlinge duels» 15:30 uur (UTC+2) | Italië              | 1 – 1 | Tsjecho-Slowakije   | Stadio Marcantonio Bentegodi, Verona Toeschouwers: 35.360 Scheidsrechter: Alexis Ponnet (BEL) |
| 7 april Vriendschappelijk № 424 «onderlinge duels» 15:30 uur (UTC+2) | Salvatore Bagni 33' |       | 67' Stanislav Griga | Stadio Marcantonio Bentegodi, Verona Toeschouwers: 35.360 Scheidsrechter: Alexis Ponnet (BEL) |

|                                                                     |                   |       |            |                                                                                             |
| 16 mei Vriendschappelijk № 425 «onderlinge duels» 17:00 uur (UTC+2) | Tsjecho-Slowakije | 1 – 0 | Denemarken | Stadion Evžena Rošického, Praag Toeschouwers: 7.916 Scheidsrechter: Widukind Herrmann (DDR) |
| 16 mei Vriendschappelijk № 425 «onderlinge duels» 17:00 uur (UTC+2) | Ivo Knoflíček 53' |       |            | Stadion Evžena Rošického, Praag Toeschouwers: 7.916 Scheidsrechter: Widukind Herrmann (DDR) |

|                                                                          |             |                |                   |                                                                                       |
| 5 september Vriendschappelijk № 426 «onderlinge duels» 21:00 uur (UTC+3) | Griekenland | 0 – 1          | Tsjecho-Slowakije | Olympisch Stadion, Amarousio Toeschouwers: 4.136 Scheidsrechter: Milorad Vlajić (YUG) |
| 5 september Vriendschappelijk № 426 «onderlinge duels» 21:00 uur (UTC+3) |             | 64' Jan Berger |                   | Olympisch Stadion, Amarousio Toeschouwers: 4.136 Scheidsrechter: Milorad Vlajić (YUG) |

|                                                                          |                                          |       |                   |                                                                                     |
| 14 oktober WK 1986 kwalificatie № 427 «onderlinge duels» 15:00 uur (UTC) | Portugal                                 | 2 – 1 | Tsjecho-Slowakije | Estádio das Antas, Porto Toeschouwers: 18.357 Scheidsrechter: George Courtney (ENG) |
| 14 oktober WK 1986 kwalificatie № 427 «onderlinge duels» 15:00 uur (UTC) | Diamantino Miranda 14' Carlos Manuel 48' |       | 39' Petr Janečka  | Estádio das Antas, Porto Toeschouwers: 18.357 Scheidsrechter: George Courtney (ENG) |

|                                                                        |                                                                          |       |       |                                                                                                |
| 31 oktober WK 1986 kwalificatie № 426 «onderlinge duels» 17:00 (UTC+1) | Tsjecho-Slowakije                                                        | 4 – 0 | Malta | Stadion Evžena Rošického, Praag Toeschouwers: 5.000 Scheidsrechter: Gudmundur Haraldsson (ISL) |
| 31 oktober WK 1986 kwalificatie № 426 «onderlinge duels» 17:00 (UTC+1) | Petr Janečka 4' Karel Jarolím 35' Petr Janečka 71' Jan Berger 77' (pen.) |       |       | Stadion Evžena Rošického, Praag Toeschouwers: 5.000 Scheidsrechter: Gudmundur Haraldsson (ISL) |

### 1985
|                                                                       |                                       |       |                   |                                                                                   |
| 27 maart Vriendschappelijk № 429 «onderlinge duels» 20:00 uur (UTC+1) | Zwitserland                           | 2 – 0 | Tsjecho-Slowakije | Stade de Tourbillon, Sion Toeschouwers: 6.557 Scheidsrechter: Claudio Pieri (ITA) |
| 27 maart Vriendschappelijk № 429 «onderlinge duels» 20:00 uur (UTC+1) | Claudio Sulser 16' Claudio Sulser 19' |       |                   | Stade de Tourbillon, Sion Toeschouwers: 6.557 Scheidsrechter: Claudio Pieri (ITA) |

|                                                                      |       |       |                   |                                                                                                |
| 21 april WK 1986 kwalificatie № 430 «onderlinge duels» 15:30 (UTC+2) | Malta | 0 – 0 | Tsjecho-Slowakije | Ta' Qalistadion, Ta' Qali Toeschouwers: 7.320 Scheidsrechter: Victoriano Sánchez Arminio (ESP) |
| 21 april WK 1986 kwalificatie № 430 «onderlinge duels» 15:30 (UTC+2) |       |       |                   | Ta' Qalistadion, Ta' Qali Toeschouwers: 7.320 Scheidsrechter: Victoriano Sánchez Arminio (ESP) |

|                                                                          |                     |       |                                                                                                   |                                                                                         |
| 30 april WK 1986 kwalificatie № 431 «onderlinge duels» 17:30 uur (UTC+2) | Tsjecho-Slowakije   | 1 – 5 | West-Duitsland                                                                                    | Stadion Evžena Rošického, Praag Toeschouwers: 30.618 Scheidsrechter: Joël Quiniou (FRA) |
| 30 april WK 1986 kwalificatie № 431 «onderlinge duels» 17:30 uur (UTC+2) | Stanislav Griga 88' |       | 8' Thomas Berthold 22' Pierre Littbarski 36' Lothar Matthäus 43' Matthias Herget 82' Klaus Allofs | Stadion Evžena Rošického, Praag Toeschouwers: 30.618 Scheidsrechter: Joël Quiniou (FRA) |

|                                                                        |                                   |       |                   |                                                                                 |
| 5 juni WK 1986 kwalificatie № 432 «onderlinge duels» 19:00 uur (UTC+2) | Zweden                            | 2 – 0 | Tsjecho-Slowakije | Råsundastadion, Solna Toeschouwers: 33.981 Scheidsrechter: Éamonn Farrell (IRL) |
| 5 juni WK 1986 kwalificatie № 432 «onderlinge duels» 19:00 uur (UTC+2) | Robert Prytz 77' Lars Larsson 85' |       |                   | Råsundastadion, Solna Toeschouwers: 33.981 Scheidsrechter: Éamonn Farrell (IRL) |

|                                                                          |                                                                  |       |                     |                                                                                      |
| 4 september Vriendschappelijk № 433 «onderlinge duels» 17:00 uur (UTC+2) | Tsjecho-Slowakije                                                | 3 – 1 | Polen               | Za Lužánkamistadion, Brno Toeschouwers: 12.000 Scheidsrechter: Edvard Šoštarič (YUG) |
| 4 september Vriendschappelijk № 433 «onderlinge duels» 17:00 uur (UTC+2) | Jan Berger 17' (pen.) Waldemar Prusik 61' (e.d.) Luboš Kubík 82' |       | 47' Waldemar Prusik | Za Lužánkamistadion, Brno Toeschouwers: 12.000 Scheidsrechter: Edvard Šoštarič (YUG) |

|                                                                              |                     |       |          |                                                                                             |
| 25 september WK 1986 kwalificatie № 434 «onderlinge duels» 17:00 uur (UTC+2) | Tsjecho-Slowakije   | 1 – 0 | Portugal | Stadion Evžena Rošického, Praag Toeschouwers: 9.112 Scheidsrechter: Damir Matovinovič (YUG) |
| 25 september WK 1986 kwalificatie № 434 «onderlinge duels» 17:00 uur (UTC+2) | Vladimír Hruška 21' |       |          | Stadion Evžena Rošického, Praag Toeschouwers: 9.112 Scheidsrechter: Damir Matovinovič (YUG) |

|                                                                            |                                               |       |                     |                                                                                          |
| 16 oktober WK 1986 kwalificatie № 435 «onderlinge duels» 17:00 uur (UTC+1) | Tsjecho-Slowakije                             | 2 – 1 | Zweden              | Stadion Evžena Rošického, Praag Toeschouwers: 6.689 Scheidsrechter: Georges Sandoz (SUI) |
| 16 oktober WK 1986 kwalificatie № 435 «onderlinge duels» 17:00 uur (UTC+1) | Andreas Ravelli 41' (e.d.) Ladislav Vízek 69' |       | 7' Dan Corneliusson | Stadion Evžena Rošického, Praag Toeschouwers: 6.689 Scheidsrechter: Georges Sandoz (SUI) |

|                                                                             |                                   |       |                                               |                                                                                     |
| 17 november WK 1986 kwalificatie № 436 «onderlinge duels» 17:00 uur (UTC+1) | West-Duitsland                    | 2 – 2 | Tsjecho-Slowakije                             | Olympiastadion, München Toeschouwers: 17.686 Scheidsrechter: Svein Inge Thime (NOR) |
| 17 november WK 1986 kwalificatie № 436 «onderlinge duels» 17:00 uur (UTC+1) | Andreas Brehme 1' Josef Novák 52' |       | 62' Vladislav Lauda 87' Karl-Heinz Rummenigge | Olympiastadion, München Toeschouwers: 17.686 Scheidsrechter: Svein Inge Thime (NOR) |

### 1986
|                                                                   |                                    |       |     |                                                                                   |
| 23 april Vriendschappelijk № 437 «onderlinge duels» 16:30 (UTC+2) | Tsjecho-Slowakije                  | 2 – 0 | DDR | Štadión pod Zoborom, Nitra Toeschouwers: 12.000 Scheidsrechter: Mircea Nesu (ROM) |
| 23 april Vriendschappelijk № 437 «onderlinge duels» 16:30 (UTC+2) | Ivo Knoflíček 62' Milan Luhový 64' |       |     | Štadión pod Zoborom, Nitra Toeschouwers: 12.000 Scheidsrechter: Mircea Nesu (ROM) |

|                                                                                 |                   |                     |         |                                                                                 |
| 27 mei Vriendschappelijk Iceland Triangular Tournament № 438 «onderlinge duels» | Tsjecho-Slowakije | 0 – 1               | Ierland | Laugardalsvöllur, Reykjavik Toeschouwers: 1.000 Scheidsrechter: Óli Olsen (ISL) |
| 27 mei Vriendschappelijk Iceland Triangular Tournament № 438 «onderlinge duels» |                   | 83' Frank Stapleton |         | Laugardalsvöllur, Reykjavik Toeschouwers: 1.000 Scheidsrechter: Óli Olsen (ISL) |

|                                                                                             |                         |       |                                   |                                                                                   |
| 29 mei Vriendschappelijk Iceland Triangular Tournament № 439 «onderlinge duels» 19:00 (UTC) | IJsland                 | 1 – 2 | Tsjecho-Slowakije                 | Laugardalsvöllur, Reykjavik Toeschouwers: 1.441 Scheidsrechter: Joe Worrall (ENG) |
| 29 mei Vriendschappelijk Iceland Triangular Tournament № 439 «onderlinge duels» 19:00 (UTC) | Guðmundur Steinsson 84' |       | 54' Karel Kula 61' Jozef Chovanec | Laugardalsvöllur, Reykjavik Toeschouwers: 1.441 Scheidsrechter: Joe Worrall (ENG) |

|                                                                          |                   |       |                   |                                                                                   |
| 3 augustus Vriendschappelijk № 440 «onderlinge duels» 15:00 uur (UTC+10) | Australië         | 1 – 1 | Tsjecho-Slowakije | Olympic Park, Melbourne Toeschouwers: 9.000 Scheidsrechter: Chris Bambridge (AUS) |
| 3 augustus Vriendschappelijk № 440 «onderlinge duels» 15:00 uur (UTC+10) | Graham Arnold 93' |       | 56' Josef Novák   | Olympic Park, Melbourne Toeschouwers: 9.000 Scheidsrechter: Chris Bambridge (AUS) |

|                                                                            |           |                     |                   |                                                                                    |
| 6 augustus Vriendschappelijk № 441 «onderlinge duels» 19:30 uur (UTC+9:30) | Australië | 0 – 1               | Tsjecho-Slowakije | Hindmarsh Stadium, Adelaide Toeschouwers: 7.000 Scheidsrechter: Don Campbell (AUS) |
| 6 augustus Vriendschappelijk № 441 «onderlinge duels» 19:30 uur (UTC+9:30) |           | 57' Stanislav Griga |                   | Hindmarsh Stadium, Adelaide Toeschouwers: 7.000 Scheidsrechter: Don Campbell (AUS) |

|                                                                           |           |                                                       |                   |                                                                                         |
| 10 augustus Vriendschappelijk № 442 «onderlinge duels» 15:00 uur (UTC+10) | Australië | 0 – 3                                                 | Tsjecho-Slowakije | Parramatta Stadium, Parramatta Toeschouwers: 8.000 Scheidsrechter: Richard Lorenc (AUS) |
| 10 augustus Vriendschappelijk № 442 «onderlinge duels» 15:00 uur (UTC+10) |           | 23' Karel Kula 53' (pen.) Luboš Kubík 86' Luboš Kubík |                   | Parramatta Stadium, Parramatta Toeschouwers: 8.000 Scheidsrechter: Richard Lorenc (AUS) |

|                                                                           |                   |       |           |                                                                                              |
| 10 september Vriendschappelijk № 443 «onderlinge duels» 17:00 uur (UTC+2) | Tsjecho-Slowakije | 1 – 0 | Nederland | Stadion Evžena Rošického, Praag Toeschouwers: 6.521 Scheidsrechter: Siegfried Kirschen (DDR) |
| 10 september Vriendschappelijk № 443 «onderlinge duels» 17:00 uur (UTC+2) | Ivo Knoflíček 41' |       |           | Stadion Evžena Rošického, Praag Toeschouwers: 6.521 Scheidsrechter: Siegfried Kirschen (DDR) |

|                                                                        |                                                   |       |         | |
| 15 oktober EK 1988 kwalificatie № 444 «onderlinge duels» 17:00 (UTC+1) | Tsjecho-Slowakije                                 | 3 – 0 | Finland | Městský fotbalový stadion Srbská, Brno Toeschouwers: 26.000 Scheidsrechter: Gerassimos Germanakos (GRE) |
| 15 oktober EK 1988 kwalificatie № 444 «onderlinge duels» 17:00 (UTC+1) | Petr Janečka 28' Ivo Knoflíček 43' Karel Kula 67' |       |         | Městský fotbalový stadion Srbská, Brno Toeschouwers: 26.000 Scheidsrechter: Gerassimos Germanakos (GRE) |

|                                                                             |                   |       |            |                                                                                   |
| 12 november EK 1988 kwalificatie № 445 «onderlinge duels» 16:30 uur (UTC+2) | Tsjecho-Slowakije | 0 – 0 | Denemarken | Tehelné pole, Bratislava Toeschouwers: 48.500 Scheidsrechter: Alexis Ponnet (BEL) |
| 12 november EK 1988 kwalificatie № 445 «onderlinge duels» 16:30 uur (UTC+2) |                   |       |            | Tehelné pole, Bratislava Toeschouwers: 48.500 Scheidsrechter: Alexis Ponnet (BEL) |

### 1987
|                                                                       |                   |       |                                 |                                                                                     |
| 25 maart Vriendschappelijk № 446 «onderlinge duels» 20:00 uur (UTC+1) | Zwitserland       | 1 – 2 | Tsjecho-Slowakije               | Stadio Comunale, Bellinzona Toeschouwers: 5.300 Scheidsrechter: Paolo Casarin (ITA) |
| 25 maart Vriendschappelijk № 446 «onderlinge duels» 20:00 uur (UTC+1) | Heinz Hermann 11' |       | 75' Luboš Kubík 80' Luboš Kubík | Stadio Comunale, Bellinzona Toeschouwers: 5.300 Scheidsrechter: Paolo Casarin (ITA) |

|                                                                          |              |       |                   |                                                                                                |
| 29 april EK 1988 kwalificatie № 447 «onderlinge duels» 19:30 uur (UTC+1) | Wales        | 1 – 1 | Tsjecho-Slowakije | Racecourse Ground, Wrexham Toeschouwers: 14.150 Scheidsrechter: Krzysztof Czemarmazowicz (POL) |
| 29 april EK 1988 kwalificatie № 447 «onderlinge duels» 19:30 uur (UTC+1) | Ian Rush 83' |       | 75' Ivo Knoflíček | Racecourse Ground, Wrexham Toeschouwers: 14.150 Scheidsrechter: Krzysztof Czemarmazowicz (POL) |

|                                                                 |                                         |       |                   |                                                                                                 |
| 13 mei Vriendschappelijk № 448 «onderlinge duels» 16:00 (UTC+2) | DDR                                     | 2 – 0 | Tsjecho-Slowakije | Stahlstadion, Brandenburg an der Havel Toeschouwers: 3.000 Scheidsrechter: Valery Butenko (URS) |
| 13 mei Vriendschappelijk № 448 «onderlinge duels» 16:00 (UTC+2) | Jürgen Raab 42' Rainer Ernst 64' (pen.) |       |                   | Stahlstadion, Brandenburg an der Havel Toeschouwers: 3.000 Scheidsrechter: Valery Butenko (URS) |

|                                                                        |               |       |                   |                                                                                   |
| 3 juni EK 1988 kwalificatie № 449 «onderlinge duels» 19:00 uur (UTC+2) | Denemarken    | 1 – 1 | Tsjecho-Slowakije | Idrætsparken, Kopenhagen Toeschouwers: 46.300 Scheidsrechter: Claudio Pieri (ITA) |
| 3 juni EK 1988 kwalificatie № 449 «onderlinge duels» 19:00 uur (UTC+2) | Jan Mølby 16' |       | 49' Ivan Hašek    | Idrætsparken, Kopenhagen Toeschouwers: 46.300 Scheidsrechter: Claudio Pieri (ITA) |

|                                                                         |                                               |       |                   |                                                                                    |
| 9 september EK 1988 kwalificatie № 451 «onderlinge duels» 19:00 (UTC+3) | Finland                                       | 3 – 0 | Tsjecho-Slowakije | Olympisch Stadion, Helsinki Toeschouwers: 6.430 Scheidsrechter: Neil Midgley (ENG) |
| 9 september EK 1988 kwalificatie № 451 «onderlinge duels» 19:00 (UTC+3) | Ari Hjelm 29' Ismo Lius 71' Petri Tiainen 82' |       |                   | Olympisch Stadion, Helsinki Toeschouwers: 6.430 Scheidsrechter: Neil Midgley (ENG) |

|                                                                         |                                                     |       |                         |                                                                                  |
| 27 oktober Vriendschappelijk № 451 «onderlinge duels» 17:00 uur (UTC+1) | Tsjecho-Slowakije                                   | 3 – 1 | Polen                   | Tehelné pole, Bratislava Toeschouwers: 2.701 Scheidsrechter: László Kovács (HUN) |
| 27 oktober Vriendschappelijk № 451 «onderlinge duels» 17:00 uur (UTC+1) | Václav Daněk 27' Tibor Mičinec 47' Michal Bílek 67' |       | 61' Ryszard Tarasiewicz | Tehelné pole, Bratislava Toeschouwers: 2.701 Scheidsrechter: László Kovács (HUN) |

|                                                                             |                                    |       |       |                                                                                           |
| 11 november EK 1988 kwalificatie № 452 «onderlinge duels» 17:30 uur (UTC+1) | Tsjecho-Slowakije                  | 2 – 0 | Wales | Stadion Sparty na Letné, Praag Toeschouwers: 6.443 Scheidsrechter: Erik Fredriksson (SWE) |
| 11 november EK 1988 kwalificatie № 452 «onderlinge duels» 17:30 uur (UTC+1) | Ivo Knoflíček 32' Michal Bílek 90' |       |       | Stadion Sparty na Letné, Praag Toeschouwers: 6.443 Scheidsrechter: Erik Fredriksson (SWE) |

### 1988
|                                                                          |                   |       |                                   |                                                                                      |
| 24 februari Vriendschappelijk № 453 «onderlinge duels» 20:30 uur (UTC+1) | Spanje            | 1 – 2 | Tsjecho-Slowakije                 | Estadio La Rosaleda, Málaga Toeschouwers: 30.000 Scheidsrechter: Pietro D`Elia (ITA) |
| 24 februari Vriendschappelijk № 453 «onderlinge duels» 20:30 uur (UTC+1) | Julio Salinas 30' |       | 44' Ivo Knoflíček 76' Luboš Kubík | Estadio La Rosaleda, Málaga Toeschouwers: 30.000 Scheidsrechter: Pietro D`Elia (ITA) |

|                                                                       |                                        |       |                   |                                                                                               |
| 23 maart Vriendschappelijk № 454 «onderlinge duels» 18:00 uur (UTC+2) | Bulgarije                              | 2 – 0 | Tsjecho-Slowakije | Vasil Levski Nationaal Stadion, Sofia Toeschouwers: 5.000 Scheidsrechter: Klaus Peschel (DDR) |
| 23 maart Vriendschappelijk № 454 «onderlinge duels» 18:00 uur (UTC+2) | Nasko Sirakov 27' Ljoeboslav Penev 88' |       |                   | Vasil Levski Nationaal Stadion, Sofia Toeschouwers: 5.000 Scheidsrechter: Klaus Peschel (DDR) |

|                                                                       |                   |       |                   |                                                                                       |
| 27 april Vriendschappelijk № 455 «onderlinge duels» 16:30 uur (UTC+2) | Tsjecho-Slowakije | 1 – 1 | Sovjet-Unie       | Štadión Spartaka, Trnava Toeschouwers: 22.036 Scheidsrechter: Hubert Forstinger (AUT) |
| 27 april Vriendschappelijk № 455 «onderlinge duels» 16:30 uur (UTC+2) | Lubomír Vlk 62'   |       | 82' Oleh Protasov | Štadión Spartaka, Trnava Toeschouwers: 22.036 Scheidsrechter: Hubert Forstinger (AUT) |

|                                                                     |            |                 |                   |                                                                                 |
| 1 juni Vriendschappelijk № 456 «onderlinge duels» 19:00 uur (UTC+2) | Denemarken | 0 – 1           | Tsjecho-Slowakije | Idrætsparken, Kopenhagen Toeschouwers: 23.700 Scheidsrechter: Rolf Haugen (NOR) |
| 1 juni Vriendschappelijk № 456 «onderlinge duels» 19:00 uur (UTC+2) |            | 12' Luboš Kubík |                   | Idrætsparken, Kopenhagen Toeschouwers: 23.700 Scheidsrechter: Rolf Haugen (NOR) |

|                                                                      |                     |       |                   |                                                                                      |
| 24 augustus Vriendschappelijk № 457 «onderlinge duels» 20:30 (UTC+2) | Frankrijk           | 1 – 1 | Tsjecho-Slowakije | Parc des Princes, Parijs Toeschouwers: 15.000 Scheidsrechter: Ildefonso Urízar (ESP) |
| 24 augustus Vriendschappelijk № 457 «onderlinge duels» 20:30 (UTC+2) | Stephane Paille 52' |       | 77' Václav Daněk  | Parc des Princes, Parijs Toeschouwers: 15.000 Scheidsrechter: Ildefonso Urízar (ESP) |

|                                                                           |                                                                     |       |                                       |                                                                                      |
| 20 september Vriendschappelijk № 458 «onderlinge duels» 17:00 uur (UTC+2) | Tsjecho-Slowakije                                                   | 4 – 2 | Oostenrijk                            | Letenský Stadion, Praag Toeschouwers: 3.486 Scheidsrechter: Siegfried Kirschen (DDR) |
| 20 september Vriendschappelijk № 458 «onderlinge duels» 17:00 uur (UTC+2) | Milan Luhový 12' Michal Bílek 48' Václav Daněk 69' Václav Daněk 81' |       | 58' Peter Pacult 90' Gerald Willfurth | Letenský Stadion, Praag Toeschouwers: 3.486 Scheidsrechter: Siegfried Kirschen (DDR) |

|                                                                        |           |                                   |                   |                                                                                               |
| 18 oktober WK 1990 kwalificatie № 459 «onderlinge duels» 19:15 (UTC+1) | Luxemburg | 0 – 2                             | Tsjecho-Slowakije | Stade de la Frontière, Esch-sur-Alzette Toeschouwers: 1.900 Scheidsrechter: Dusan Colic (YUG) |
| 18 oktober WK 1990 kwalificatie № 459 «onderlinge duels» 19:15 (UTC+1) |           | 25' Ivan Hašek 35' Jozef Chovanec |                   | Stade de la Frontière, Esch-sur-Alzette Toeschouwers: 1.900 Scheidsrechter: Dusan Colic (YUG) |

|                                                                         |                                                         |       |                                       |                                                                                |
| 4 november Vriendschappelijk № 460 «onderlinge duels» 17:00 uur (UTC+1) | Tsjecho-Slowakije                                       | 3 – 2 | Noorwegen                             | Tehelné pole, Bratislava Toeschouwers: 2.813 Scheidsrechter: Sándor Puhl (HUN) |
| 4 november Vriendschappelijk № 460 «onderlinge duels» 17:00 uur (UTC+1) | Stanislav Griga 15' Vladimír Weiss 42' Milan Luhový 45' |       | 43' Gøran Sørloth 53' Simen Agdestein | Tehelné pole, Bratislava Toeschouwers: 2.813 Scheidsrechter: Sándor Puhl (HUN) |

|                                                                             |                   |       |        |                                                                                  |
| 16 november WK 1990 kwalificatie № 461 «onderlinge duels» 17:00 uur (UTC+1) | Tsjecho-Slowakije | 0 – 0 | België | Tehelné pole, Bratislava Toeschouwers: 47.182 Scheidsrechter: Neil Midgley (ENG) |
| 16 november WK 1990 kwalificatie № 461 «onderlinge duels» 17:00 uur (UTC+1) |                   |       |        | Tehelné pole, Bratislava Toeschouwers: 47.182 Scheidsrechter: Neil Midgley (ENG) |

### 1989
|                                                                       |                    |       |                                         |                                                                                      |
| 11 april Vriendschappelijk № 462 «onderlinge duels» 19:30 uur (UTC+2) | Oostenrijk         | 1 – 2 | Tsjecho-Slowakije                       | Liebenauerstadion, Graz Toeschouwers: 8.000 Scheidsrechter: Pierluigi Pairetto (ITA) |
| 11 april Vriendschappelijk № 462 «onderlinge duels» 19:30 uur (UTC+2) | Andreas Herzog 71' |       | 60' Stanislav Griga 77' Stanislav Griga | Liebenauerstadion, Graz Toeschouwers: 8.000 Scheidsrechter: Pierluigi Pairetto (ITA) |

|                                                                          |                                   |       |                   |                                                                                  |
| 29 april WK 1990 kwalificatie № 463 «onderlinge duels» 20:00 uur (UTC+2) | België                            | 2 – 1 | Tsjecho-Slowakije | Heizelstadion, Brussel Toeschouwers: 34.612 Scheidsrechter: Emilio Soriano (ESP) |
| 29 april WK 1990 kwalificatie № 463 «onderlinge duels» 20:00 uur (UTC+2) | Marc Degryse 30' Marc Degryse 77' |       | 41' Milan Luhový  | Heizelstadion, Brussel Toeschouwers: 34.612 Scheidsrechter: Emilio Soriano (ESP) |

|                                                                   |                                                                           |       |           |                                                                                  |
| 9 mei WK 1990 kwalificatie № 464 «onderlinge duels» 17:00 (UTC+2) | Tsjecho-Slowakije                                                         | 4 – 0 | Luxemburg | Stadion Sparty, Praag Toeschouwers: 16.400 Scheidsrechter: Thomas Donnelly (NIR) |
| 9 mei WK 1990 kwalificatie № 464 «onderlinge duels» 17:00 (UTC+2) | Stanislav Griga 6' Tomáš Skuhravý 76' Michal Bílek 81' Tomáš Skuhravý 84' |       |           | Stadion Sparty, Praag Toeschouwers: 16.400 Scheidsrechter: Thomas Donnelly (NIR) |

|                                                                        |             |                    |                   |                                                                       |
| 7 juni WK 1990 kwalificatie № 465 «onderlinge duels» 20:15 uur (UTC+2) | Zwitserland | 0 – 1              | Tsjecho-Slowakije | Wankdorf, Bern Toeschouwers: 30.030 Scheidsrechter: Helmut Kohl (AUT) |
| 7 juni WK 1990 kwalificatie № 465 «onderlinge duels» 20:15 uur (UTC+2) |             | 22' Tomáš Skuhravý |                   | Wankdorf, Bern Toeschouwers: 30.030 Scheidsrechter: Helmut Kohl (AUT) |

|                                                                          |                                  |       |          |                                                                                     |
| 5 september Vriendschappelijk № 466 «onderlinge duels» 16:30 uur (UTC+2) | Tsjecho-Slowakije                | 2 – 0 | Roemenië | Štadión pod Zoborom, Nitra Toeschouwers: 4.150 Scheidsrechter: Heinz Holzmann (AUT) |
| 5 september Vriendschappelijk № 466 «onderlinge duels» 16:30 uur (UTC+2) | Lubomír Vlk 45' Michal Bílek 59' |       |          | Štadión pod Zoborom, Nitra Toeschouwers: 4.150 Scheidsrechter: Heinz Holzmann (AUT) |

|                                                                           |                                          |       |               |                                                                                     |
| 6 oktober WK 1990 kwalificatie № 467 «onderlinge duels» 17:00 uur (UTC+1) | Tsjecho-Slowakije                        | 2 – 1 | Portugal      | Letenský Stadion, Praag Toeschouwers: 29.809 Scheidsrechter: Aron Schmidhuber (FRG) |
| 6 oktober WK 1990 kwalificatie № 467 «onderlinge duels» 17:00 uur (UTC+1) | Michal Bílek 11' (pen.) Michal Bílek 83' |       | 74' Rui Águas | Letenský Stadion, Praag Toeschouwers: 29.809 Scheidsrechter: Aron Schmidhuber (FRG) |

|                                                                            |                                                          |       |             |                                                                                    |
| 25 oktober WK 1990 kwalificatie № 468 «onderlinge duels» 17:00 uur (UTC+1) | Tsjecho-Slowakije                                        | 3 – 0 | Zwitserland | Stadion Sparty na Letné, Praag Toeschouwers: 33.753 Scheidsrechter: Eero Aho (FIN) |
| 25 oktober WK 1990 kwalificatie № 468 «onderlinge duels» 17:00 uur (UTC+1) | Tomáš Skuhravý 17' Michal Bílek 87' Ľubomír Moravčík 88' |       |             | Stadion Sparty na Letné, Praag Toeschouwers: 33.753 Scheidsrechter: Eero Aho (FIN) |

|                                                                           |          |       |                   |                                                                                |
| 15 november WK 1990 kwalificatie № 469 «onderlinge duels» 21:00 uur (UTC) | Portugal | 0 – 0 | Tsjecho-Slowakije | Estádio da Luz, Lissabon Toeschouwers: 40.000 Scheidsrechter: David Syme (SCO) |
| 15 november WK 1990 kwalificatie № 469 «onderlinge duels» 21:00 uur (UTC) |          |       |                   | Estádio da Luz, Lissabon Toeschouwers: 40.000 Scheidsrechter: David Syme (SCO) |

CONMEBOL: Bolivia · Chili  · Colombia · Ecuador · Uruguay

UEFA: Albanië · België · Bulgarije · Cyprus · Denemarken · West-Duitsland · Duitse Democratische Republiek · Engeland · Faeröer · Finland · Frankrijk · Griekenland · Hongarije · IJsland · Ierland · Israël · Italië · Joegoslavië ·  Liechtenstein · Luxemburg · Malta · Nederland · Noord-Ierland · Noorwegen · Oostenrijk · Polen · Portugal · Roemenië · San Marino · Schotland ·  Sovjet-Unie ·  Spanje · Tsjecho-Slowakije · Turkije · Wales ·  Zweden · Zwitserland

CAF: Madagaskar

Nationale bond · A-internationals · Bondscoaches · Statistieken · Tsjecho-Slowaaks vrouwenelftal · Tsjecho-Slowakije U16 · Tsjecho-Slowakije U17 · Tsjecho-Slowakije U18 · Tsjecho-Slowakije U21
1920 – 1929 · 
1930 – 1939 · 
1940 – 1949 · 
1950 – 1959 · 
1960 – 1969 · 
1970 – 1979 · 
1980 – 1989 · 
1990 – 1993
EK 1960 · 
EK 1976 · 
EK 1980
WK 1934 · 
WK 1938 · 
WK 1954 · 
WK 1958 · 
WK 1962 · 
WK 1970 · 
WK 1982 · 
WK 1990
OS 1920 · 
OS 1924 · 
OS 1964 · 
OS 1968 · 
OS 1980
1920 · 
1921 · 
1922 · 
1923 · 
1924 · 
1925 · 
1926 · 
1927 · 
1928 · 
1929 · 
1930 · 
1931 · 
1932 · 
1933 · 
1934 · 
1935 · 
1936 · 
1937 · 
1938 · 
1939 · 
1940 · 
1941 · 
1942 · 
1943 · 
1944 · 
1945 · 
1946 · 
1947 · 
1948 · 
1949 · 
1950 · 
1952 · 
1952 · 
1953 · 
1954 · 
1955 · 
1956 · 
1957 · 
1958 · 
1959 · 
1960 · 
1961 · 
1962 · 
1963 · 
1964 · 
1965 · 
1966 · 
1967 · 
1968 · 
1969 · 
1970 · 
1971 · 
1972 · 
1973 · 
1974 · 
1975 · 
1976 · 
1977 · 
1978 · 
1979 · 
1980 · 
1981 · 
1982 · 
1983 · 
1984 · 
1985 · 
1986 · 
1987 · 
1988 · 
1989 · 
1990 · 
1991 · 
1992 · 
1993
Albanië ·
Argentinië ·
Australië ·
België ·
Bolivia ·
Brazilië ·
Bulgarije ·
Chili ·
Colombia ·
Costa Rica ·
Cyprus ·
DDR ·
Denemarken ·
Duitsland ·
Egypte ·
Engeland ·
Faeröer ·
Finland ·
Frankrijk ·
Griekenland ·
Hongarije ·
Ierland ·
IJsland ·
Iran ·
Italië ·
Joegoslavië ·
Koeweit ·
Luxemburg ·
Malta ·
Mexico ·
Nederland ·
Noord-Ierland ·
Noorwegen ·
Oostenrijk ·
Polen ·
Portugal ·
Roemenië ·
Schotland ·
Sovjet-Unie ·
Spanje ·
Turkije ·
Uruguay ·
Verenigde Staten ·
Wales ·
Zweden ·
Zwitserland
Brazilië (1962) · 
Engeland (1982) · 
Frankrijk (1982) · 
Koeweit (1982) ·
West-Duitsland (1976)